# Impact Records
Impact Records ist ein in den 1990er Jahren von der Band Dödelhaie und den Brüdern Kulosa gegründetes Label und Versandhandel für Punk, Metal und Gothic Rock.

## Geschichte
Das Ziel des Labels ist laut ihrer eigenen Homepage, die Ideale des Punk so weit als möglich umzusetzen, aber dennoch als Unternehmen bestehen zu können. Der „Impact way of life“ sei bis heute: So anarchistisch wie möglich und so kapitalistisch wie nötig zu arbeiten. Um eine gerechtere Arbeitsumgebung zu fördern und dem Willen ihrer Kunden gerecht zu werden, fair produzierte Waren zu ordern, riefen sie die Marken Dux, Shark, Tank und Iron ins Leben.
Bis zum Sommer 2013 sind über 240 Veröffentlichungen bei Impact Records und dessen Sublabels erschienen.

## Struktur
Das Label hat 20 Angestellte und betreibt neben dem Versandhandel noch 2 Sublabels für die Musikstile Gothic (Dark Empire) und Metal (System Shock).  Die Marken Dux, Shark, Tank und Iron geben laut Impact Records Einkaufsmöglichkeiten für Produktionen aus Ländern innerhalb der EU.

## Aktivitäten und Unterstützungen
- Punk Radio
- Konzertkalender
- Kein Bock auf Nazis
- Shark Fashion
- Gerechte Globalisierung
- Force Attack

## Künstler (Auswahl)
- Aion (erschienen auf dem Sublabel System Shock)
- Anti-Nowhere League
- Coma Beach
- Creutzfeldjacob
- Daily Terror
- Der Fluch (erschienen auf dem Sublabel Dark Empire)
- Dödelhaie
- ddp
- English Dogs
- Irrenoffensive
- Jesus Skins
- Jewdriver
- Master (erschienen auf dem Sublabel System Shock)
- Müllstation
- Notdurft
- Oiters
- OHL
- Razzia
- Sluts
- Schrottgrenze
- Split Image
- Supernichts
- Tendencia
- Toxoplasma
- Traditionalls
- Untergangskommando
- Upright Citizens
- Vader (erschienen auf dem Sublabel System Shock)
- Wilde Zeiten

## Sampler (Auswahl)
- Hart & Schäbbich
- Peace Attack
- Punkrock the next Generation 1
- Punkrock the next Generation 2
- Punkrock the next Generation 3
- Punkrock the next Generation 4
- So What (A tribute to Anti Nowhere League)
- Soundtracks zum Untergang 4
- Unterwegs in Sachen Deutschpunk
- Unterwegs in Sachen Punkrock
- Willkommen zur Alptraummelodie
- Willkommen zur Alptraummelodie 2
- Willkommen zur Alptraummelodie 3